# Stefan Ugniewski
Stefan Ugniewski (ur. 1 września 1890, zm. 8 września 1974 w Warszawie) – polski duchowny rzymskokatolicki, prałat papieski, kanonik kapituły metropolitarnej, starszy kapelan Wojska Polskiego, doktor prawa kanonicznego, działacz społeczny.

## Życiorys
Wychowanek gimnazjum im. gen. Chrzanowskiego. W 1913 otrzymał święcenia kapłańskie. W 1920 został przyjęty do Wojska Polskiego i przydzielony do 16 Pułku Ulanów Wielkopolskich na stanowisko kapelana. Odznaczony dwukrotnie Krzyżem Walecznych i znakiem honorowym Pro Ecclesia et Pontifice. Zweryfikowany w stopniu kapelana ze starszeństwem z 1 czerwca 1919 i 27. lokatą w duchowieństwie wojskowym wyznania rzymskokatolickiego. W 1923 pozostawał na etacie przejściowym w Wojskowym Zakładzie Leczniczym dla chorych gruźliczych w Małkini.
W latach 1926–1933 sprawował funkcję proboszcza garnizonu w Cytadeli Warszawskiej. 18 lutego 1930 został mianowany starszym kapelanem ze starszeństwem z 1 stycznia 1930 i 3. lokatą w duchowieństwie wojskowym wyznania rzymskokatolickiego. Z dniem 31 sierpnia 1933 został przeniesiony w stan spoczynku.
Jeszcze w 20-leciu międzywojennym był wspólnie z bp. Stanisławem Gallem, ks. Zygmuntem Kaczyńskim, gen. Władysławem Olszewskim i gen. Stefanem Suszyńskim założycielem Fundacji im. Ojca Świętego Piusa XI, prowadzącej w podwarszawskim Chotomowie (Dom Dziecka im. Ojca Świętego Piusa XI w Chotomowie) i Tarchominie dwa domy dla sierot po żołnierzach poległych w czasie działań I wojny światowej.
Od 1933 proboszcz parafii pw. św. Stanisława Kostki w Warszawie – następca ks. prałata Jana Szczęsnego Niemiry. Proboszczem parafii był przez 41 lat, aż do śmierci w 1974. Za jego probostwa została ukończona budowa kościoła i plebanii. Założył jedno z pierwszych w Warszawie parafialnych pism – „Parafija Żoliborska”, ukazujące się od 1935.

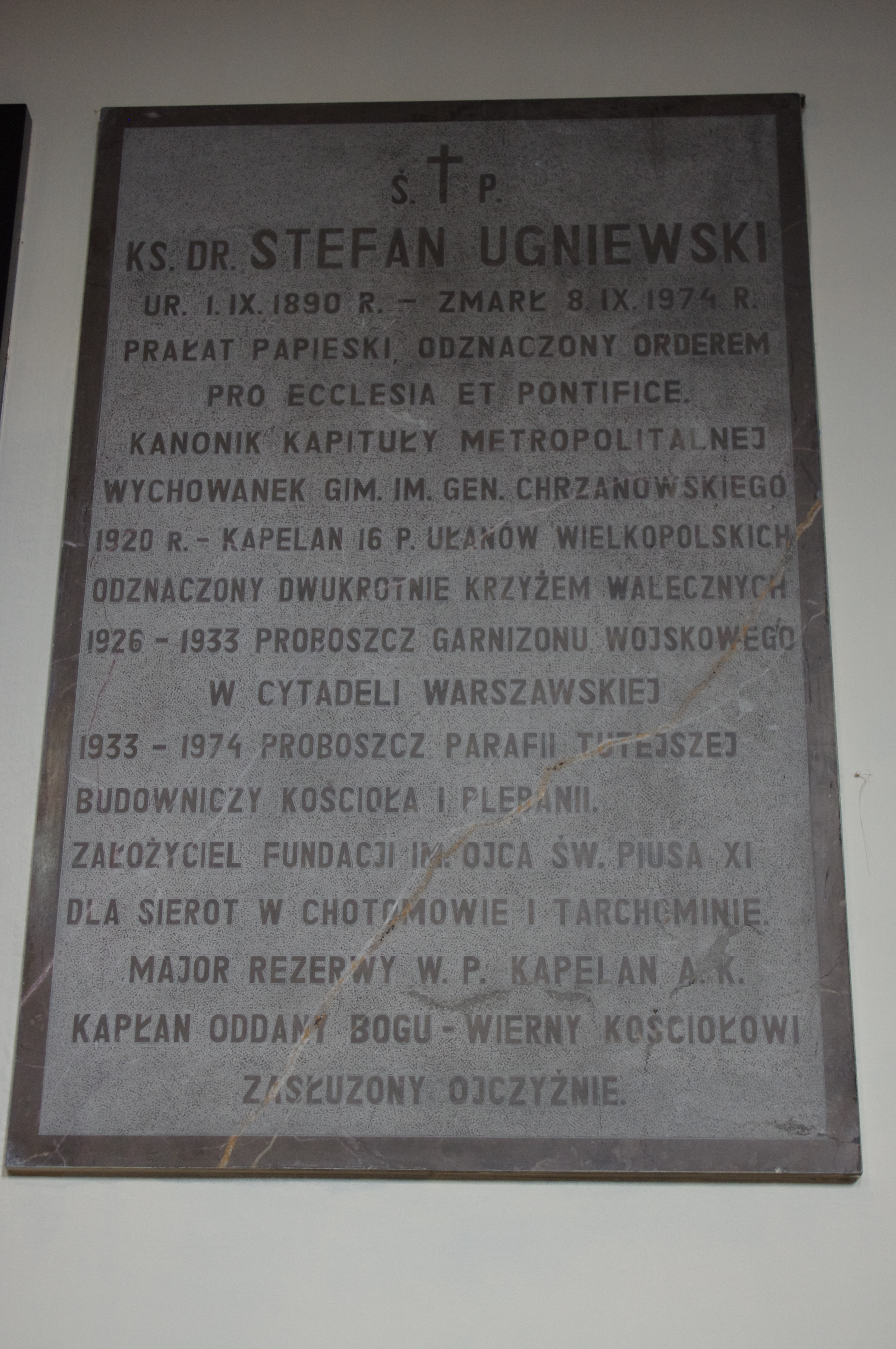
Tablica upamiętniająca Stefana Ugniewskiego w Kościele św. Stanisława Kostki w Warszawie